# Göran Stenlund
Olof Göran Stenlund, född 26 november 1920 i Nysätra församling, Västerbotten, död 23 juni 1988 i Bromma, Stockholm, var en svensk sångare (baryton). 

## Biografi
Göran Stenlund studerade sång för Frey Lindblad, Stockholm, Greta Barrot-Milk, Göteborg och Dagmar Gustafsson i Stockholm. Vid elevkonserter i Göteborg framträdde han bland annat med verk av Wagner. Debutkonserten ägde rum i S:t Jakobs kyrka i Göteborg 1951. På programmet stod verk av Beethoven, Brahms, Händel, Oskar Lindberg, Josef Eriksson, Josef Jonsson och Gustaf Nordqvist. Musikrecensenterna i Göteborgs-Posten, Göteborgs-Tidningen och Ny Tid var mycket positiva och man talade om mannen med malmklangen i stämman.
Göran Stenlund var fram till sin död en av Sveriges främsta och mest kända kyrkosångare med en repertoar som sträckte sig från enkla andliga sånger, visor och psalmer till stora krävande klassiska verk. Han framträdde bland annat i Beethovens nionde symfoni, Verdis requiem, Brahms requiem, Händels Messias och Bachs Matteuspassionen. I Kungliga Musikaliska Akademiens projekt med att dokumentera svensk musik genom tiderna med skivserien Musica Sveciae engagerades Göran Stenlund som i solist i dokumentationen av Gunnar Wennerbergs tonsättningar av psaltarpsalmer som gjordes tillsammans med Malmö Kammarkör under ledning av Dan-Olof Stenlund. Göran Stenlund var också en av de populäraste andliga grammfonsångarna och han förekom flitigt i mängder av olika radio- och TV-program från Frukostklubben, Radiohjälpsgala på Skansen, Hylands hörna till sångprogram bland annat i Sveriges Television. Han framträdde i stora delar av Sverige i kyrkor, i bygdegårdar, på hembygdsfester och på konserter och drog ofta en stor publik. Sveriges Television gjorde under Göran Stenlunds sista år 1987 en satsning på att dokumentera hans liv i två TV-program. Han var gäst i ett Kaféprogram från Sundsvall med Gnesta-Kalle som intervjuare och Bengt Roslund gjorde ett program med och om Göran Stenlund.
Göran Stenlund kom att betraktas som en stor ekumen eftersom han framträdde i olika kyrkor och samfund.
Göran Stenlund företog flera utlandsturnéer i, förutom de nordiska länderna, Tyskland, Belgien, USA, Kanada, Afrika och Japan. Han har framträtt tillsammans med körer som Malmö Kammarkör, IBRA-kören, Nu-Kören, Troendegruppen på musikskolan i Framnäs, Filadelfiakören och KFUM-kören i Stockholm. Stenlund gjorde ca 200 grammofoninspelningar – de flesta på skivbolagen Hemmets Härold och Prim Records.
Göran Stenlund, som var medlem i pingströrelsen, var först anställd som solist i Södermalmskyrkan i Stockholm, sedan i Smyrnakyrkan i Göteborg och sedan 1952 som Einar Ekbergs efterträdare som solist i Filadelfiakyrkan i Stockholm i över 30 år. 
Göran Stenlund var från 1947 gift med pianisten Ruth Stenlund, född Appelgren. De är begravda på Bromma kyrkogård.

## Diskografi i urval

### Album
- 1963 - Vem är skaran som syns glimma.[3]

- 1967 - God jul – nya julsånger med Göran Stenlund, Jan Sparring och Svante Widén.[4]

- 1968 - Jag är ej ensam.[5]

- 1969 - Sjung för Herren.[6]

- 1971 - Löftena kunna ej svika.[7]

- 1971 - Sök vilan i Gud.[8]

- 1971 - Vi sjunger för mission i öst.[9]

- 1972 - Göran i duett.[10]

- 1973 - I läsarton, med Ruth Stenlund piano, (K Bjurling, Lennart Jernestrand).[11]

- 1974 - Intill jordens yttersta gränser.[12]

- 1975 - Joyful Melodies med Carl-Erik Olivebring, L Jernestrand (Word, Waco Texas, USA).[13]

- 1976 - En ny dag.[14]

- 1978 - Classic (Lennart Jernestrand, Swante Bengtsson).[15]

- 1979 - Ljus i mörker.[16]

- 1982 - Baryton (Svante Widén).[17]

- 1985 - Stor är din trofasthet (Gun-Britt Holgersson).[18]

- 1986 - Tack för musiken.[19]

- 1987 - Önskeklassiker.[20]

- Min båt är så liten...[21]

- Solo og duetter.[22]

### Singlar
- 1959 - I himlar sjungen,  Beethoven, Händel, Nordqvist, P Lundén (produktion och orgel L Jernestrand).[23]

### Samlingsalbum
- 1970 - Göran Stenlund.[24]

### Övrigt
- Göran Stenlund på 78-varvare
- 1976 En frifull jul med Kerstin Rundqvist, Jan Sparring, Lennart Jernestrand (Jernestrand)
- 1986 Halleluja, musik av Händel samt psalmer med musiklinjen vid Musikhögskolan i Piteå, Öjeby kyrka (Stig Sandlund)
- 1997 God jul – nya julsånger med Göran Stenlund, Jan Sparring och Svante Widén
- 2003 En liten stund med Jesus – sånger av Lina Sandell
- 2003 I min mästares hand – inspelningar 1946–1952
- 2005 Härlighetens morgon -  CD skilda inspelningar i urval av Lennart Jernestrand

## Psalmer
Stenlund satt med som ledamot för Segertonerkommittén 1988. Han finns även representerad med tre psalmer i den sångboken.
- Guds löften står fasta när nöd kommer på, text och musik skriven 1956.[25]
- Det finns ett härligt namn, musiken är skriven 1967.[25]
- Min herde är Herren, min tillflykt, översatte psalmen 1978.[25]

## Utmärkelser
- 1981 H.M. Konungens medalj
- 1978 Devertska kulturstiftelsens stipendium
- 1978 Västerbottens landstings kulturpris

## Fotnoter
1. ↑  Sveriges Dödbok 1901–2009, DVD-ROM, Version 5.00, Sveriges Släktforskarförbund (2010).
2. ↑  SvenskaGravar
3. ↑  ”Göran Stenlund Till IBRAS Kör* Och Orkester* – Vem Är Skaran Som Syns Glimma”. Discogs. https://www.discogs.com/G%C3%B6ran-Stenlund-Till-IBRAS-K%C3%B6r-Och-Orkester-Vem-%C3%84r-Skaran-Som-Syns-Glimma/release/7230422. Läst 2 oktober 2020.
4. ↑  ”Jan Sparring, Göran Stenlund, Svante Widén – God Jul”. Discogs. https://www.discogs.com/Jan-Sparring-G%C3%B6ran-Stenlund-Svante-Wid%C3%A9n-God-Jul/release/12634039. Läst 2 oktober 2020.
5. ↑  ”Göran Stenlund – Jag Är Ej Ensam”. Discogs. https://www.discogs.com/G%C3%B6ran-Stenlund-Jag-%C3%84r-Ej-Ensam/release/11486626. Läst 2 oktober 2020.
6. ↑  ”Göran Stenlund, Bo Ohlgren, Dan-Olof Stenlund, KFUM-Kören – Sjung För Herren”. Discogs. https://www.discogs.com/G%C3%B6ran-Stenlund-Bo-Ohlgren-Dan-Olof-Stenlund-KFUM-K%C3%B6ren-Sjung-F%C3%B6r-Herren/release/12983211. Läst 2 oktober 2020.
7. ↑  ”Göran Stenlund – Löftena Kunna Ej Svika: Göran Stenlund Sjunger Lewi Pethrus-Sånger ; Städse på Sion Jag Tänker: Göran Stenlund Sjunger T. B. Barratt-Sånger”. Discogs. https://www.discogs.com/G%C3%B6ran-Stenlund-L%C3%B6ftena-Kunna-Ej-Svika-G%C3%B6ran-Stenlund-Sjunger-Lewi-Pethrus-S%C3%A5nger-St%C3%A4dse-p%C3%A5-Sio/release/8918467. Läst 2 oktober 2020.
8. ↑  ”Göran Stenlund – Sök Vilan I Gud”. Discogs. https://www.discogs.com/G%C3%B6ran-Stenlund-S%C3%B6k-Vilan-I-Gud/release/1598526. Läst 2 oktober 2020.
9. ↑  ”BirGitta Edström, Jan Sparring, Göran Stenlund, Carl-Erik Olivebring – Vi Sjunger För Mission I Öst”. Discogs. https://www.discogs.com/BirGitta-Edstr%C3%B6m-Jan-Sparring-G%C3%B6ran-Stenlund-Carl-Erik-Olivebring-Vi-Sjunger-F%C3%B6r-Mission-I-%C3%96st/release/13516453. Läst 2 oktober 2020.
10. ↑  ”Göran Stenlund – Göran I Duett”. Discogs. https://www.discogs.com/G%C3%B6ran-Stenlund-G%C3%B6ran-I-Duett/release/8027058. Läst 2 oktober 2020.
11. ↑  ”Ruth Stenlund, Göran Stenlund – I Läsarton”. Discogs. https://www.discogs.com/G%C3%B6ran-Stenlund-BirGitta-Edstr%C3%B6m-Barbro-Karlsson-Leif-Karlsson-Br%C3%B6derna-Karlsson-Och-IBRA-K%C3%B6ren-I/release/12983306. Läst 2 oktober 2020.
12. ↑  ”Göran Stenlund, BirGitta Edström, Barbro Karlsson*, Leif Karlsson, Bröderna Karlsson Och IBRA-Kören – Intill Jordens Yttersta Gränser”. Discogs. https://www.discogs.com/Ruth-Stenlund-G%C3%B6ran-Stenlund-I-L%C3%A4sarton/release/8651783. Läst 2 oktober 2020.
13. ↑  ”Carl E. Olivebring And Göran Stenlund – Joyful Melodies”. Discogs. https://www.discogs.com/Carl-E-Olivebring-And-G%C3%B6ran-Stenlund-Joyful-Melodies/release/6668775. Läst 2 oktober 2020.
14. ↑  ”Göran Stenlund – En Ny Dag”. Discogs. https://www.discogs.com/G%C3%B6ran-Stenlund-En-Ny-Dag/release/13869307. Läst 2 oktober 2020.
15. ↑  ”Göran Stenlund – Classic”. Discogs. https://www.discogs.com/G%C3%B6ran-Stenlund-Classic/master/1706143. Läst 2 oktober 2020.
16. ↑  ”Barbro Nyman, Rolf Karlsson & Göran Stenlund – Ljus I Mörker”. Discogs. https://www.discogs.com/Barbro-Nyman-Rolf-Karlsson-G%C3%B6ran-Stenlund-Ljus-I-M%C3%B6rkret/master/849688. Läst 2 oktober 2020.
17. ↑  ”Göran Stenlund – Baryton”. Discogs. https://www.discogs.com/G%C3%B6ran-Stenlund-Baryton/master/1496731. Läst 2 oktober 2020.
18. ↑  ”Göran Stenlund – Stor Är Din Trofasthet”. Discogs. https://www.discogs.com/G%C3%B6ran-Stenlund-Stor-%C3%84r-Din-Trofasthet/release/9793539. Läst 2 oktober 2020.
19. ↑  ”Göran Stenlund, NU-kören, Agneta Freiholtz – Tack För Musiken - Sånger Av Göte Strandsjö”. Discogs. https://www.discogs.com/G%C3%B6ran-Stenlund-NU-k%C3%B6ren-Agneta-Freiholtz-Tack-F%C3%B6r-Musiken-S%C3%A5nger-Av-G%C3%B6te-Strandsj%C3%B6/release/6594234. Läst 2 oktober 2020.
20. ↑  ”Göran Stenlund – Önskeklassiker”. Discogs. https://www.discogs.com/G%C3%B6ran-Stenlund-%C3%96nskeklassiker/release/8747505. Läst 2 oktober 2020.
21. ↑  ”Göran Stenlund – Min Båt är Så Liten...”. Discogs. https://www.discogs.com/G%C3%B6ran-Stenlund-Min-B%C3%A5t-%C3%A4r-S%C3%A5-Liten/release/7452748. Läst 2 oktober 2020.
22. ↑  ”Karsten Ekorness, Göran Stenlund – Solo Og Duetter Med Karsten Ekorness Och Gøran Stenlund”. Discogs. https://www.discogs.com/Karsten-Ekorness-G%C3%B6ran-Stenlund-Solo-Og-Duetter-Med-Karsten-Ekorness-Och-G%C3%B8ran-Stenlund/release/11377583. Läst 2 oktober 2020.
23. ↑  ”Göran Stenlund – I Himlar Sjungen : Beethovens Lovsång”. Discogs. https://www.discogs.com/G%C3%B6ran-Stenlund-I-Himlar-Sjungen-Beethovens-Lovs%C3%A5ng/release/13098558. Läst 2 oktober 2020.
24. ↑  ”Göran Stenlund – Göran Stenlund”. Discogs. https://www.discogs.com/G%C3%B6ran-Stenlund-G%C3%B6ran-Stenlund/release/12524527. Läst 2 oktober 2020.
25. 1 2 3 4  Heinerborg, Karl-Erik; Lennart Jernestrand (1988). Segertoner melodisångbok. Stockholm: Förlaget Filadelfia. Libris 911558